# Morten Messerschmidt
Morten Messerschmidt (ur. 13 listopada 1980 we Frederikssundzie) – duński polityk, poseł do Parlamentu Europejskiego VII i VIII kadencji, parlamentarzysta krajowy, od 2022 przewodniczący Duńskiej Partii Ludowej.

## Życiorys
Ukończył studia prawnicze na Uniwersytecie Kopenhaskim. Był asystentem europosła Mogensa Camre. Od 2001 do 2005 pełnił funkcję wiceprzewodniczącego organizacji młodzieżowej Duńskiej Partii Ludowej. W latach 2005–2009 sprawował mandat deputowanego do Folketingetu. Reprezentował krajowy parlament w Zgromadzeniu Parlamentarnym Rady Europy.
W wyborach w 2009 jako kandydat ludowców został wybrany do Parlamentu Europejskiego. Przystąpił do nowej grupy pod nazwą Europa Wolności i Demokracji, a także do Komisji Spraw Konstytucyjnych. Powołano go na wiceprzewodniczącego frakcji oraz komisji. W 2014 z powodzeniem ubiegał się o reelekcję, uzyskując najlepszy indywidualny wynik wyborczy. W Europarlamencie zasiadał do 2019, w tym samym roku ponownie wybrany do krajowego parlamentu.
W styczniu 2022 został nowym liderem Duńskiej Partii Ludowej. W wyborach w 2022 utrzymał mandat poselski na kolejną kadencję.